# Nhà ga Yommarat
Nhà ga Yommarat (tiếng Thái: ที่หยุดรถไฟยมราช) là một nhà ga đường sắt tại Bangkok. Nó được sở hữu và vận hành bởi Đường sắt quốc gia Thái Lan trên Tuyến Bắc, Đông Bắc và Tuyến Nam. Nó nằm trên đường Sawankhalok tại Thung Phaya Thai, quận Ratchathewi, Bangkok, ở phía Bắc đường Yommarat. Tàu dừng tại nhà ga này dành cho dịch vụ đi lại và một số dịch vụ thông thường. Cách nhà ga không xa là Uruphong, một ga tách biệt cho Tuyến Đông. Yommarat đã được cải tạo vào năm 2017 và từng là điểm đến cho hành khách đến Đài hỏa táng trong suốt quốc tang của Vua Bhumibol Adulyadej.
Nó sẽ được dời ra hơn một chút về phía Bắc để phục phụ cho dự án tuyến SRT Đỏ và xử lý các chuyến tàu đến từ Phaya Thai.